# Firmine Richard
Firmine Richard (25 de setembro de 1947) é uma atriz francesa.